# A Day to Die
A Day to Die ist ein Actionfilm von Wes Miller.

## Handlung
Ein in Ungnade gefallener Bewährungshelfer steht in der Schuld eines örtlichen Bandenführers und wird gezwungen, innerhalb von zwölf Stunden eine Reihe gefährlicher Raubüberfälle durchzuführen, um die 2 Millionen Dollar, die er schuldet, zu bezahlen, seine entführte schwangere Frau zu retten und eine Rechnung mit dem korrupten Polizeichef der Stadt zu begleichen, der mit dem Bandenführer zusammenarbeitet und ihn vor Jahren betrogen hat.

## Produktion und Veröffentlichung
Die Dreharbeiten zu A Day to Die begannen im März 2021 in Jackson (Mississippi) und endeten nach sechs Wochen im April. Gedreht wurde unter anderem am Hawkins Field. Im Mai 2021 erwarb Vertical Entertainment die Vertriebsrechte an dem Film. Die Veröffentlichung per Video-on-Demand wurde auf den 4. März 2022 gelegt. In Deutschland startet der Film am 23. Juni 2022 im Kino.

## Kritik
Alle Kritiken auf Rotten Tomatoes bewerten den Film negativ.